# César Mansanelli
César Osvaldo Mansanelli (Malvinas Argentinas, Córdoba, 29 de agosto de 1980) es un futbolista argentino que juega como mediocampista en Agrario de Corralito de la Liga Regional Riotercerense de Fútbol. (En este club surgió como profesional, y volvió tras jugar 10 años en Belgrano) En Belgrano consiguió dos ascensos a Primera División.
Se destaca su buena pegada tanto en pelotas paradas como en movimiento. Tiene un gran despliegue por la banda producto de su velocidad y resistencia física.

## Trayectoria
Se inició futbolísticamente en Racing de Córdoba, club en donde debutó en el año 2003 y permaneció hasta el 2005 consiguiendo un ascenso desde el Torneo Argentino A al Nacional B en la temporada 2003/04. En su paso por el club académico jugó 14 partidos. Su rendimiento hizo despertar interés en el Club Atlético Belgrano, quien lo ficha en el 2005, y en el cual se consolida como jugador y se gana el reconocimiento de la hinchada. Logró dos ascensos a Primera División, el segundo por promoción ante River Plate y anotando un gol. Además, ya en la máxima categoría, su equipo logró hacer exitosas campañas en los años 2012 y 2013, clasificando a la Copa Sudamericana en dos ocasiones. Jugó más de 250 partidos y convirtió 17 goles. 
A mediados de 2013, sin tanta continuidad en el último tiempo, es cedido a préstamo a Atlético de Rafaela. Sin embargo, a mediados de 2014 vuelve a Belgrano.
En febrero de 2016, luego de haber quedado libre en Belgrano vuelve a su primer amor, Racing de Córdoba, para disputar el Torneo Federal B 2016.

## Clubes
| Club                          | País      | Año           |
| ----------------------------- | --------- | ------------- |
| Racing de Córdoba             | Argentina | 2003-2005     |
| Belgrano                      | Argentina | 2005-2013     |
| Atlético Rafaela              | Argentina | 2013-2014     |
| Belgrano                      | Argentina | 2014-2015     |
| Racing de Córdoba             | Argentina | 2016-2018     |
| Juventud Agrario de Corralito | Argentina | 2018-presente |

## Palmarés
| Logro                        | Club              | Temporada |
| ---------------------------- | ----------------- | --------- |
| Ascenso a Primera B Nacional | Racing de Córdoba | 2003/04   |
| Ascenso a Primera División   | Belgrano          | 2005/06   |
| Ascenso a Primera División   | Belgrano          | 2010/11   |